# Kanton Lyon-XI
Kanton Lyon-XI (francouzsky Canton de Lyon-XI) je francouzský kanton v departementu Rhône v regionu Rhône-Alpes. Zahrnuje část 3. městského obvodu města Lyonu.